# 카를 오베르크
카를 알브레히트 오베르크(Carl Albrecht Oberg, 1897년 1월 27일 ~ 1965년 6월 3일)는 나치 독일의 친위대 (SS) 장군이다. 제2차 세계 대전 중 독일에 점령되었던 프랑스의 친위대와 경찰 고급 지도자 (HSSPF)를 지냈다. 최종 계급은 SS대장 (SS-Obergruppenführer), 경찰대장 (General der Polizei), 무장 SS대장 (General der Waffen-SS)이다.

## 같이 보기
- 비시 프랑스
- 피에르 라발
- 헬무트 크노헨